# Калище (деревня)
Калище — бывшая деревня, упразднена в 1959 году, территория включена в состав рабочего посёлка Сосновый Бор, получившего в 1973 году статус города.

## Название
Упоминания топонима «Калище» в Писцовых книгах Водской пятины 1500 года нет.
Существует версия, что происхождение названия деревни связано с добычей железа из болотной руды в особых котлах — калищах. Ижорское название деревни — Vääskylä, этимология его не ясна, можно встретить предположительный перевод с финского — «раковая деревня».
По другой версии, топоним «Калище» прибалтийско-финского происхождения, может быть объяснен от корня «kala» — «рыба», дополненным окончанием -si, характерным для ряда финских поселений.
В городе Сосновый Бор, в состав которого входит деревня, долгое время для объяснения топонима использовалась ничем не подтвержденная легенда о причастности к именованию деревни Петра I: «Рассказывают, что, выбирая удобный причал для кораблей в Копорской губе Финского залива, Пётр I остановился на берегу реки Коваши и приказал вестовому калить (разогревать) на костре щи, которые царь предпочитал другим яствам и которые возили за ним. Пётр крикнул: «Кали щи!» (то есть готовь  еду).  Был  устроен  привал,  а  адъютант  на  своей  карте  поставил  в  этом  месте  точку  и  написал  «Калищи» слитно, должно быть не придав этому значения».

## История
Ижорско-финская деревня Калище (фин. Vääskylä) является одним из древних селений на берегу реки Коваши.
На карте Ингерманландии А. И. Бергенгейма, составленной по шведским материалам 1676 года, упоминается как мыза швед. Callitta.
На шведской «Генеральной карте провинции Ингерманландии» 1704 года она обозначена как швед. Kollitsa.
На «Географическом чертеже Ижорской земли» Адриана Шонбека 1705 года — как деревня Колица.
В 15 марта 1753 года по инициативе М. В. Ломоносова от императрицы Елизаветы Петровны последовал указ об учреждении стекольной фабрики. Фабрика была основана в Усть-Рудице, при этом Ломоносову даровалось ещё четыре деревни, в том числе деревня Калищи, откуда на фабрику набирали работников. Одним из основных изделий, выпускаемых Усть-Рудицкой фабрикой, было цветное непрозрачное стекло — смальта. После смерти Ломоносова фабрика была закрыта, на её месте ныне стоит гранитный обелиск.
Селение Старые Колища упоминается на карте Санкт-Петербургской губернии Я. Ф. Шмидта 1770 года.
С 1838 года упоминается стекольный завод в деревне Ста́рое Ка́лище, принадлежавший штабс-ротмистру барону Якову Яковлевичу Икскулю.

СТАРЫЯ КАЛИЩА — деревня, при ней стеклянный деревянный завод, принадлежит гвардии штаб-ротмистру барону Икскулю, число жителей по ревизии: 94 м. п., 78 ж. п. (1838 год)

В пояснительном тексте к этнографической карте Санкт-Петербургской губернии П. И. Кёппена 1849 года записаны деревни:
- Wääskölä, Alt Wäskälä (Старые Калища), количество жителей на 1848 год: ингерманландцев-эурямёйсет — 37 м. п., 37 ж. п., всего 74 человека, ижоры — 50 м. п., 52 ж. п., всего 102 человека.
- Alt Kalisch Glasfabrik (Старые Калища, стекольный завод), количество жителей на 1848 год: ингерманландцев-савакотов — 25 м. п., 31 ж. п., всего 56 человек.

Ижоры относились к православному Ковашскому Благовещенскому приходу, ингерманландцы — к лютеранскому приходу Каприо.
Согласно 9-й ревизии 1850 года деревня называлась Старые Колищи и принадлежала штаб-ротмистру Якову Борисовичу Икскулю.

КАЛИЩИ СТАРЫЕ — деревня барона Искуля, по просёлочной дороге, число дворов — 34, число душ — 93 м. п. (1856 год)

- План деревни Старые Калищи. 1860 год

В 1860 году деревня Старые Калищи насчитывала 37 дворов, к западу от деревни находилась часовня.

КАЛИЩИ СТАРЫЕ — деревня владельческая при реке Коваше, по левую сторону шоссе приморского просёлочного тракта, в 51 версте от Петергофа, число дворов — 34, число жителей: 86 м. п., 101 ж. п. (1862 год)

В 1870 году завод, земли и деревня были проданы Анатолию Демидову. Затем завод в 1896 году был продан «Северному стекольному промысловому обществу», основанному в 1894 году. На заводе началось производство зеркального стекла.
В конце XIX — начале XX века деревня административно относилась ко 2-му стану Петергофского уезда Санкт-Петербургской губернии. Население деревни было смешанным — финско-ижорским.
- Деревня Старое Калище. Открытка начала XX века

В 1908 году в связи с началом строительства участка железнодорожной линии от станции Лебяжье до станции Веймарн, который соединял Балтийскую линию Северо-Западной железной дороги с Нарвской (Гдовской) линией, были заложены три однотипных станции: Калище, Копорье, Веймарн. Напротив станции Калище, на правом берегу реки Коваши, и находился стекольный завод «Северного стекольного промыслового общества».
С 1917 по 1923 год деревня Старое Калище входила в состав Ковашевской волости Петергофского уезда.
С 1923 года в составе Старо-Калищенского сельсовета Троцкого уезда.
Согласно данным переписи населения СССР 1926 года в деревне Старые-Калищи проживали 375 человек, большинство ижоры, а также русские, эстонцы, финны, белорусы, евреи и малороссы.
С февраля 1927 года в составе Калищенского сельсовета Ораниенбаумской волости. С июля 1927 года в составе Ораниенбаумского района.
По данным 1933 года деревня называлась Старое Калище и являлась административным центром Калищенского сельсовета Ораниенбаумского района, в который входили 7 населённых пунктов: деревни Долгово, Липово, Ракопежь, Ручьи, Старое Калище и выселок Завод Калище, общей численностью населения 1547 человек.
По данным 1936 года в состав Калищенского сельсовета входили 7 населённых пунктов, 357 хозяйств и 6 колхозов. Центр сельсовета был в деревне Калищи Старые.
- План деревни Старое Калище. 1938 год

Согласно топографической карте РККА 1938 года деревня насчитывала 62 двора. В деревне находились почта, сельсовет и лесопилка.
В 1958 году в деревне началось строительство временного посёлка, ГРЭС-16, завода котельно-вспомогательного оборудования (ставшего 25 июня 1962 года Калищенским заводом металлоконструкций) и предприятия «Радон».
1 мая 1959 года деревня была упразднена в связи с включением в черту рабочего посёлка Сосновый Бор.

## Современность
В сентябре 1967 года началось строительство Ленинградской АЭС.
В 1973 году рабочий посёлок Сосновый Бор получил статус города.
Территория бывшей деревни Калище ныне располагается в черте города Сосновый Бор. Также рядом расположена деревня Новое Калище.